# Wonsees

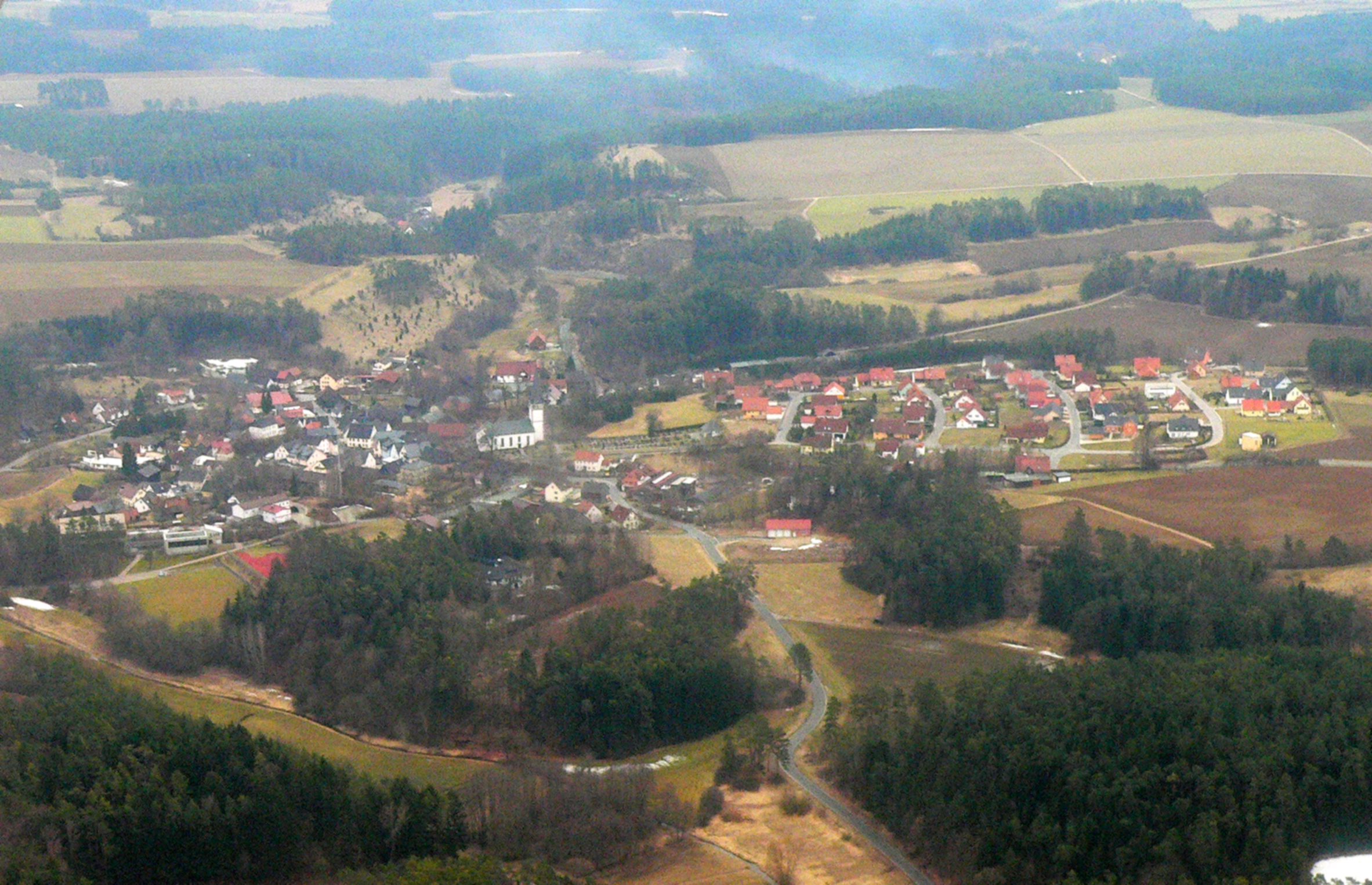
Wonsees

Wonsees ist ein Markt im oberfränkischen Landkreis Kulmbach und Mitglied der Verwaltungsgemeinschaft Kasendorf.

## Geographie
Der Ort liegt in der Nähe der Bundesautobahn 70 (Anschlussstelle 21 Schirradorf). Durch Wonsees verläuft der Fränkische Marienweg und der Jean-Paul-Weg (Dichterweg).

## Gemeindegliederung
Es gibt zehn Gemeindeteile – in Klammern ist der Siedlungstyp angegeben:
- Feulersdorf (Dorf)
- Gelbsreuth (Dorf)
- Großenhül (Dorf)
- Kleinhül (Dorf)
- Plötzmühle (Einöde)
- Sanspareil (Dorf)
- Schirradorf (Dorf)
- Schlötzmühle (Einöde)
- Wonsees (Hauptort)
- Zedersitz (Dorf)

Die Einöde Lindenmühle ist mittlerweile zur Wüstung geworden.
Es gibt auf dem Gemeindegebiet die Gemarkungen Sanspareil, Schirradorf (Gemarkungsteil 1) und Wonsees. Die Gemarkung Wonsees hat eine Fläche von 11,148 km². Sie ist in 1484 Flurstücke aufgeteilt, die eine durchschnittliche Flurstücksfläche von 7512,28 m² haben. In ihr liegen neben dem namensgebenden Ort die Gemeindeteile Feulersdorf, Plötzmühle, Schlötzmühle und Zedersitz.

## Geschichte

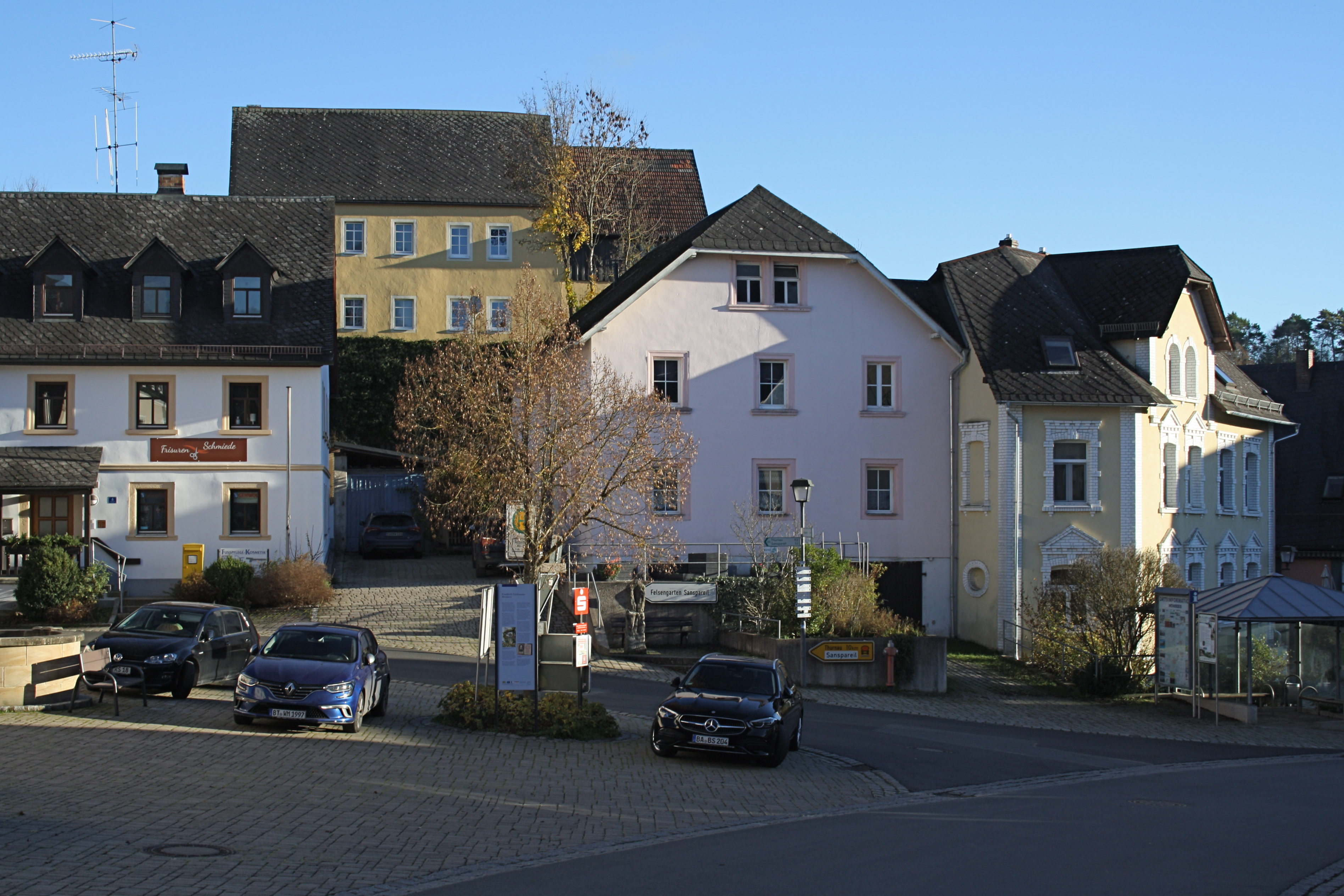
Marktplatz in Wonsees

### Bis zur Gemeindegründung
Im Jahre 1323 wurde Wonsees zum Markt erhoben. Das ehemalige Amt des seit 1792 preußischen Fürstentums Bayreuth gehörte seit 1500 zum Fränkischen Reichskreis. Es fiel mit diesem im Frieden von Tilsit 1807 an Frankreich und kam 1810 zu Bayern. Im Zuge der Verwaltungsreformen in Bayern entstand mit dem Gemeindeedikt von 1818 die heutige Gemeinde.
Bis zum 30. Juni 1972 gehörte Wonsees zum aufgelösten Landkreis Ebermannstadt.

### Gebietsreform
Am 1. Januar 1971 wurde Kainach im Zuge der Gebietsreform in Bayern eingegliedert, aber bereits im Verlauf des ersten Halbjahres 1972 wieder ausgemeindet. Am 1. Juli 1972 kam Sanspareil hinzu. Schirradorf folgte am 1. Mai 1978.

### Einwohnerentwicklung
Im Zeitraum 1988 bis 2018 wuchs der Markt von 1065 auf 1147 um 82 Einwohner bzw. um 7,7 %. Am 31. Dezember 2003 hatte Wonsees 1202 Einwohner.

## Politik

### Marktgemeinderat
Der Marktgemeinderat hat 15 Mitglieder einschließlich Bürgermeister Andreas Pöhner (Überparteiliche Wählergemeinschaft), der seit 2014 amtiert. Vorgänger war Günther Pfändner (Überparteiliche Wählergemeinschaft). Alle Mitglieder gehörten nach den Gemeinderatswahlen 2014 und 2020 der Überparteilichen Wählergemeinschaft an.

### Wappen und Flagge
Wappen
|                       | Blasonierung: „Geviert; 1 und 4: wieder geviert von Schwarz und Silber; 2 und 3: in Silber der blaue Großbuchstabe W.“ |
| Seit 16. Jahrhundert. | |

Flagge
Die Gemeindeflagge ist blau-weiß-schwarz.

## Kultur und Sehenswürdigkeiten

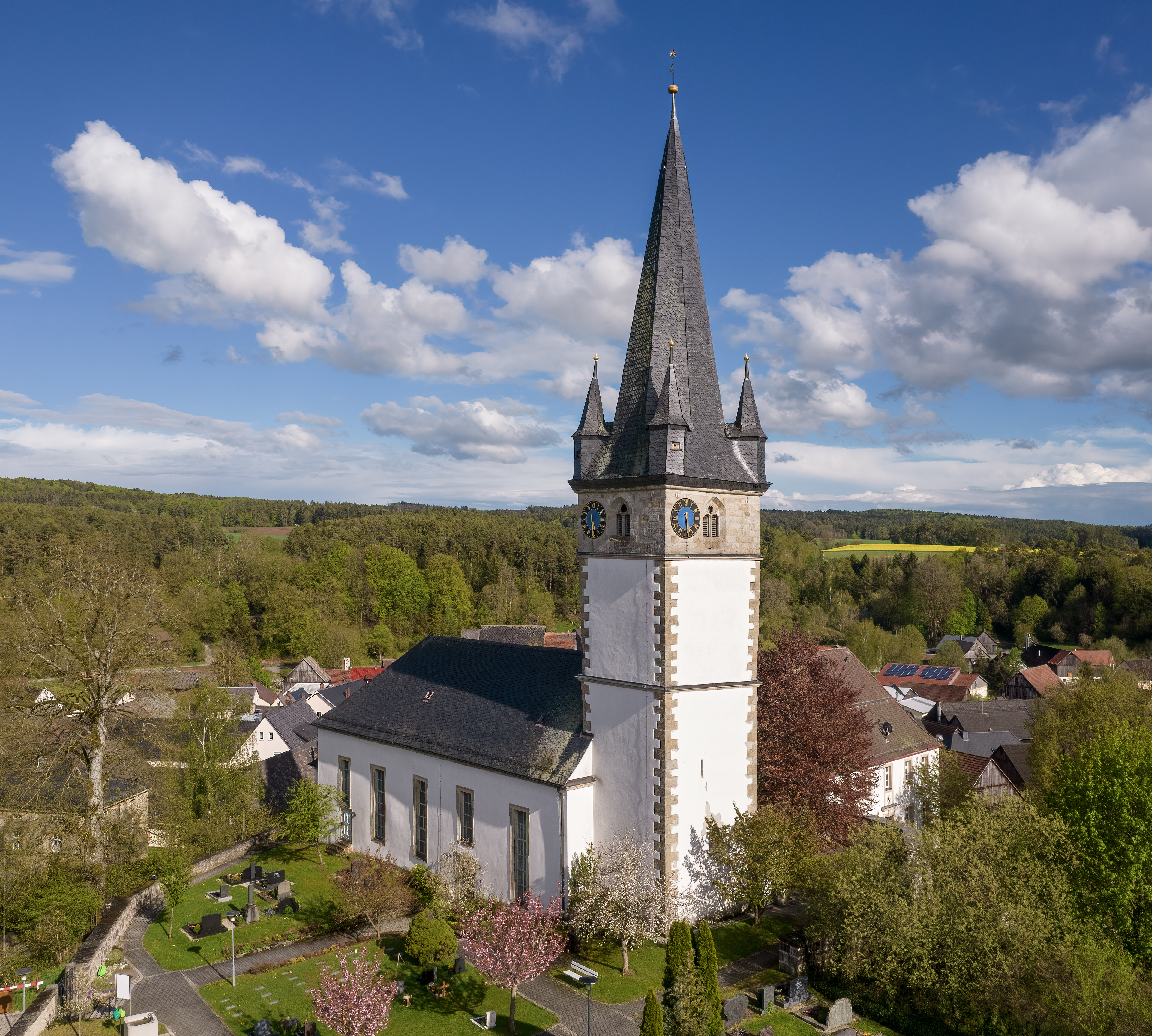
Pfarrkirche St. Laurentius

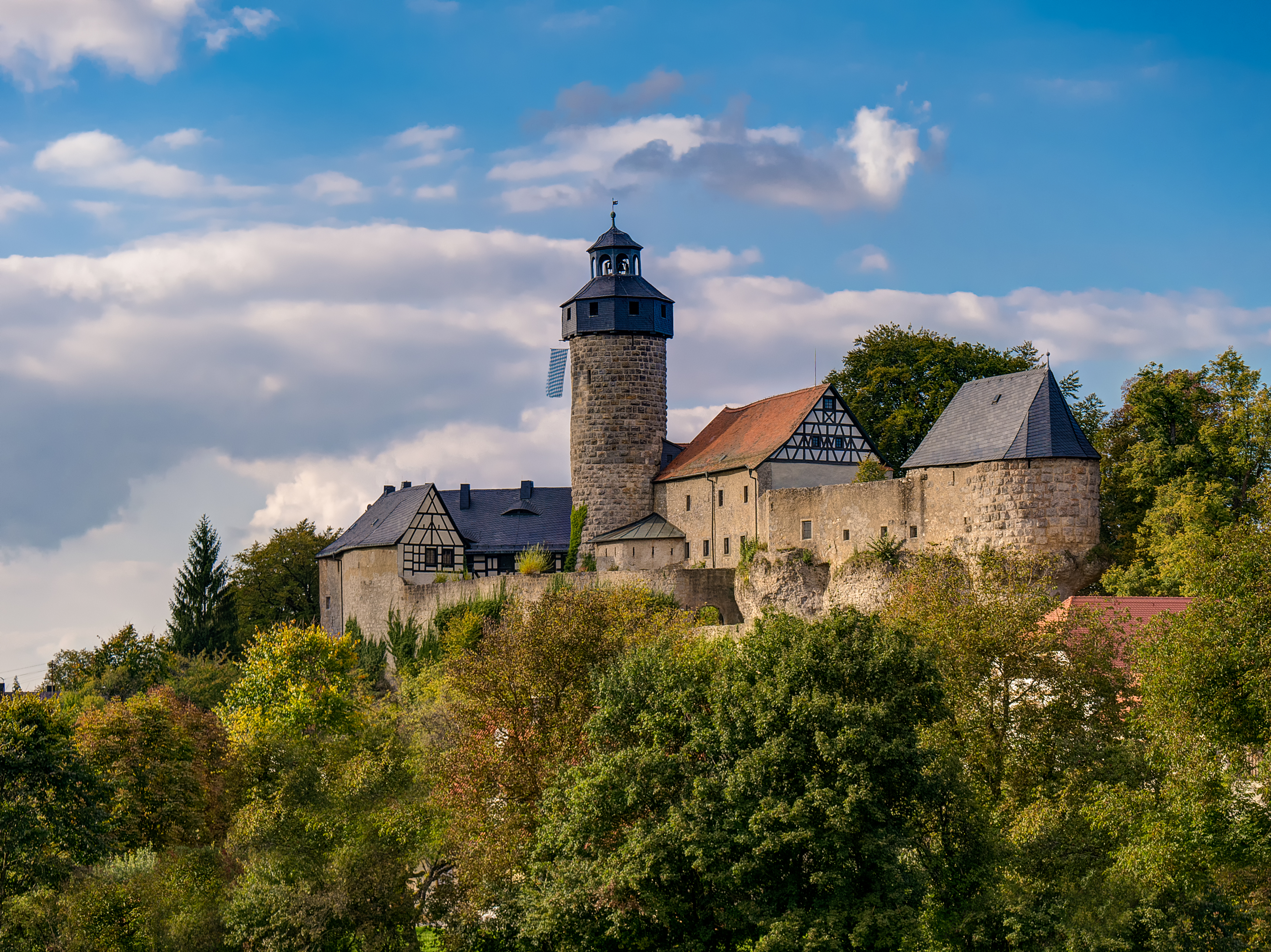
Burg Zwernitz in Sanspareil

- Evangelische Pfarrkirche im Markgrafenstil, ehemals St. Laurentius, mit spätgotischem Turm und Beinhaus aus dem 16. Jahrhundert. Das Langhaus wurde 1725 bis 1729 erbaut. Die Kirche enthält einen sehenswerten Kanzelaltar und Taufengel von Johann Caspar Fischer, einem Schüler von Elias Räntz.[12]
- Die Burg Zwernitz in Sanspareil, einstiger Stammsitz der fränkischen Walpoten, war von 1338 bis 1810 im Besitz der Hohenzollern.
- Direkt unterhalb der Burg befindet sich der Felsengarten Sanspareil mit bizarren Felsformationen und dem Morgenländischen Bau.

## Söhne und Töchter der Gemeinde
- Friedrich Taubmann (* 1565 in Wonsees; † 1613 in Wittenberg), kaiserlich gekrönter Dichter und berühmter Altphilologe